# بيت الزيادي (بلاد الروس)

تعديل مصدري - تعديل

بيت الزيادي هي إحدى قرى عزلة ربع العبس بمديرية بلاد الروس التابعة لمحافظة صنعاء، بلغ تعداد سكانها 676 نسمة حسب تعداد اليمن لعام 2004.